# Янголь, Леонид Михайлович
Леонид Михайлович Янголь (укр. Леонід Михайлович Янголь; 8 марта 1978, Куликовка — 21 июля 2023, Малая Токмачка) — украинский военнослужащий, сержант, участник российско-украинской войны. Герой Украины (2024, посмертно).

## Биография
Родился в селе Куликовка Черниговской области. После окончания школы учился в Куликовском СПТУ-30, затем — в Черниговском кооперативном техникуме.
С 1996 по 1998 годы проходил срочную службу в подразделении специального назначения «Барс» внутренних войск МВД Украины. С 1999 по 2015 годы служил в Куликовском районном отделе милиции, где получил звание капитана.
В 2014—2015 годах участвовал в двух ротациях в составе сводного отряда УМВД в зоне проведения АТО/ООС. После демобилизации работал охотоведом в Куликовском отделении Украинского общества охотников и рыболовов.
С первых дней российского вторжения в Украину в 2022 году добровольно стал на защиту страны. Служил главным сержантом разведывательной роты в составе 1-й отдельной танковой Сиверской бригады. Сначала оборонял Черниговщину, затем участвовал в боях на юго-востоке Украины.
Погиб 21 июля 2023 года возле села Малая Токмачка Пологовского района Запорожской области во время выполнения боевого задания. Похоронен в родном селе Куликовка. У него остались отец, жена и трое сыновей.

## Награды
- Звание «Герой Украины» с удостоением ордена «Золотая Звезда» (15 июля 2024, посмертно) — за личное мужество и героизм, проявленные в защите государственного суверенитета и территориальной целостности Украины, верность военной присяге[3].